# Dissoluzione dell'Impero austro-ungarico
La dissoluzione dell'Impero austro-ungarico fu un importante evento geopolitico che si verificò a seguito della crescita delle contraddizioni sociali interne e della secessione delle diverse parti dell'Austria-Ungheria. La ragione del crollo dello Stato fu la prima guerra mondiale, il fallimento del raccolto del 1918 e la crisi economica. La Rivoluzione d'ottobre del 1917 e i pronunciamenti di pace wilsoniani dal gennaio 1918 in poi incoraggiarono il socialismo da un lato e il nazionalismo dall'altro, o alternativamente una combinazione di entrambe le tendenze politiche, tra tutti i popoli della monarchia asburgica.
I territori abitati da popoli divisi rientrarono nella composizione degli stati esistenti o di nuova formazione. Da un punto di vista giuridico, il crollo dell'impero fu formalizzato dall'Austria nel trattato di Saint-Germain-en-Laye, che agì anche come trattato di pace dopo la prima guerra mondiale, e dall'Ungheria nel trattato di Trianon.

## Processo

### Declino
Nel 1918 la situazione economica era peggiorata. Il governo aveva fallito gravemente sul fronte interno. Lo storico Alexander Watson riporta:
Quando l'economia imperiale crollò in gravi difficoltà e persino nella fame, il suo esercito multietnico perse il morale ed era sempre più costretto a mantenere la sua linea. All'ultima offensiva italiana, l'esercito austro-ungarico scese in campo senza rifornimenti di viveri e munizioni e combatté senza alcun appoggio politico per un impero de facto inesistente.
La monarchia austro-ungarica crollò con drammatica velocità nell'autunno del 1918. I movimenti politici di sinistra e pacifisti organizzarono scioperi nelle fabbriche e le rivolte nell'esercito divennero all'ordine del giorno. I partiti anticonformisti di sinistra o di sinistra pro-Intesa si opponevano alla monarchia come forma di governo e si consideravano internazionalisti piuttosto che patriottici. Alla fine, la sconfitta tedesca e le rivoluzioni minori a Vienna e Budapest diedero potere politico ai partiti politici di sinistra/liberali.

### Disintegrazione
Con il proseguimento della guerra l'unità etnica declinò; gli Alleati incoraggiarono le richieste di separazione delle minoranze e l'Impero dovette affrontare la disintegrazione. Quando divenne evidente che le potenze alleate avrebbero vinto la guerra, i movimenti nazionalisti, che in precedenza avevano chiesto un maggiore grado di autonomia per varie aree, iniziarono a premere per la piena indipendenza. Nelle capitali di Vienna e Budapest i movimenti liberali e di sinistra e i partiti di opposizione rafforzarono e sostennero il separatismo delle minoranze etniche. Il multietnico impero austro-ungarico iniziò a disintegrarsi, lasciando il suo esercito da solo sui campi di battaglia. La disgregazione militare del fronte italiano segnò l'inizio della ribellione delle numerose etnie che componevano il multietnico impero, che si rifiutarono di continuare a combattere per una causa che ora appariva insensata. L'imperatore aveva perso gran parte del suo potere di governare, poiché il suo regno si era disintegrato.
Come in uno dei suoi quattordici punti, il presidente statunitense Woodrow Wilson chiese che le nazionalità dell'Austria-Ungheria avessero "l'opportunità più libera di sviluppo autonomo". In risposta, l'imperatore Carlo I accettò di riunire nuovamente il parlamento imperiale nel 1917 e di consentire la creazione di una confederazione con ogni gruppo nazionale che esercitasse l'autogoverno. Tuttavia, i leader di questi gruppi nazionali respinsero la proposta, poiché diffidavano profondamente di Vienna ed erano determinati a ottenere l'indipendenza.

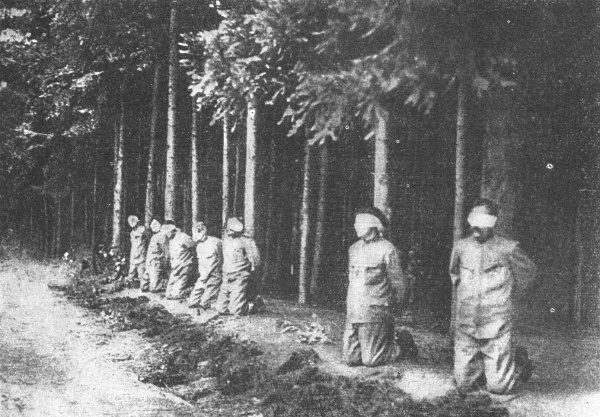
La rivolta delle unità etniche ceche in Austria nel maggio 1918 fu brutalmente repressa. Fu considerata un ammutinamento dal codice giuridico militare.

Il 14 ottobre 1918 il ministro degli Esteri, barone István Burián von Rajecz, chiese un armistizio sulla base dei quattordici punti. In un apparente tentativo di dimostrare buona fede, due giorni dopo l'imperatore Carlo emise un proclama ("Manifesto imperiale del 16 ottobre 1918") che avrebbe alterato in modo significativo la struttura della metà austriaca della monarchia. Alle regioni a maggioranza polacca della Piccola Polonia e di parte della Galizia doveva essere concessa la possibilità di separarsi dall'impero per unirsi al proto-stato polacco precedentemente istituito, al fine di riunirsi con i loro fratelli etnici nelle terre polacche detenute da Russia e Germania e con l'obiettivo finale di resuscitare lo stato sovrano polacco. In effetti, il Consiglio di Reggenza di Varsavia aveva già adottato il 6 ottobre le proposte di Wilson come base per la creazione di uno Stato polacco. Tuttavia, il governo imperiale tentò di frenare le ambizioni polacche, incitando al conflitto polacco-ucraino separando e mantenendo il resto della Galizia e l'intera Lodomeria, designata nel Trattato segreto di Brest-Litovsk (tra Ucraina e le Potenze centrali) allo scopo di creare un sistema politico ucraino, inteso alla proclamazione di costituire lungo il resto della Cisleitania un'unione federale trasformata e composta da quattro parti: tedesca, ceca, slava meridionale e ucraina. Ognuna di queste doveva essere governata da un consiglio nazionale che avrebbe negoziato il futuro dell'impero con Vienna. Trieste avrebbe ricevuto uno status speciale. Nessun proclama similare poteva essere emesso in Ungheria, dove gli aristocratici ungheresi credevano ancora di poter sottomettere altre nazionalità e mantenere il "Sacro Regno di Santo Stefano".
Tutto ciò si rivelò una lettera morta. Quattro giorni dopo, il 18 ottobre, il segretario di Stato degli Stati Uniti Robert Lansing rispose che gli Alleati erano ora impegnati per le cause dei cechi, degli slovacchi e degli slavi meridionali. Pertanto, affermò Lansing, l'autonomia per le nazionalità, il decimo dei Quattordici Punti, non era più sufficiente e Washington non poteva più trattare sulla base dei Quattordici Punti. In effetti, il 14 ottobre un governo provvisorio cecoslovacco si unì agli Alleati. Gli slavi meridionali in entrambe le metà della monarchia si erano già dichiarati a favore dell'unione con la Serbia in un grande stato slavo meridionale attraverso la Dichiarazione di Corfù del 1917 firmata dai membri del Comitato jugoslavo. Invero, i croati avevano iniziato a ignorare gli ordini di Budapest all'inizio di ottobre. La nota di Lansing era, nella realtà, il certificato di morte dell'Austria-Ungheria.
I consigli nazionali avevano già cominciato ad agire grossomodo come governi provvisori di paesi indipendenti. Durante le ultime battaglie con l'Italia, i cecoslovacchi e gli slavi meridionali dichiararono la loro indipendenza. Con la sconfitta imminente in guerra dopo l'offensiva italiana nella battaglia di Vittorio Veneto del 24 ottobre, i politici cechi presero pacificamente il potere a Praga il 28 ottobre (poi dichiarando la nascita della Cecoslovacchia) e la cosa si susseguì in altre grandi città nei giorni successivi. Il 30 ottobre gli slovacchi fecero lo stesso a Martin. Il 29 ottobre gli slavi in entrambe le porzioni di ciò che restava dell'Austria-Ungheria proclamarono lo Stato degli Sloveni, Croati e Serbi. Dichiararono inoltre che la loro intenzione ultima era quella di unirsi alla Serbia e al Montenegro in un grande stato slavo meridionale. Lo stesso giorno, cechi e slovacchi proclamarono formalmente l'istituzione della Cecoslovacchia come stato indipendente.

### Dissoluzione
Alexander Watson sostiene che "il destino del regime asburgico fu segnato quando la risposta di Wilson alla nota, inviata due settimane e mezzo prima [dal ministro degli esteri, il barone István Burián von Rajecz il 14 ottobre 1918], arrivò il 20 ottobre. "Wilson rifiutò la continuazione della doppia monarchia come possibilità negoziabile.
Il 17 ottobre 1918 il parlamento ungherese votò a favore della fine dell'unione con l'Austria e dichiarò l'indipendenza del paese. Il più importante oppositore dell'unione con l'Austria, il conte Mihály Károlyi, prese il potere durante la rivoluzione dei crisantemi il 31 ottobre. Carlo fu quasi costretto a nominare Károlyi come suo primo ministro ungherese. Uno dei primi atti di Károlyi fu quello di ripudiare l'accordo di compromesso il 31 ottobre, ponendo fine all'unione personale con l'Austria e dissolvendo così ufficialmente la monarchia e lo stato austro-ungarico.
Entro la fine di ottobre, del regno asburgico non era rimasto altro che le sue province danubiane e alpine a maggioranza tedesche e l'autorità di Carlo era contestata anche lì dal consiglio di stato tedesco-austriaco. L'ultimo primo ministro austriaco di Carlo, Heinrich Lammasch, concluse che il sovrano si trovava in una situazione impossibile e lo persuase che la cosa migliore fosse rinunciare, almeno temporaneamente, al suo diritto di esercitare l'autorità sovrana.
L'11 novembre Carlo emise un proclama accuratamente formulato in cui riconosceva il diritto del popolo austriaco di determinare la forma di stato. Il sovrano rinunciava anche al diritto di partecipare agli affari di stato austriaci. Licenziò inoltre Lammasch e il suo governo e rilasciò i funzionari nella metà austriaca dell'impero dal giuramento di fedeltà nei suoi confronti. Due giorni dopo, emise un proclama simile per l'Ungheria. Tuttavia non abdicò, rimanendo disponibile nel caso in cui il popolo di uno degli stati lo avesse richiamato. A tutti gli effetti, questa fu la fine del dominio asburgico.
Ich habe nicht gezögert, das verfassungsmaßige Leben wieder herzustellen und haben den Völkern den Weg zu ihrer selbständingen staatlichen Entwicklung eröffnet.
Nach wie vor von unwandelbarer Liebe für alle Meine Völker erfüllt, will ich ihrer freien Entfaltung Meine Person nicht als Hindernis entgegenstellen.
Im voraus erkenne ich die Entscheidung an, die Deutschösterreich über seine künftige Staatsform trifft.
Das Volk hat durch seine Vertreter die Regierung übernommen. Ich verzichte auf jeden Anteil an den Staatsgeschäften.
Gleichzeitig enthebe ich Meine österreichische Regierung ihres Amtes.
Möge das Volk von Deutschösterreich in Eintracht und Versöhnlichkeit die Neuordnung schaffen und befestigen. Das Glück Meiner Völker war von Anbeginn das Ziel Meiner heißesten Wünsche.
Nur der innere Friede kann die Wunden dieses Krieges heilen.»
Non ho esitato a ripristinare la vita costituzionale e ho aperto la strada allo sviluppo statale indipendente dei popoli.
Ancora pieno di amore immutabile per tutti i miei popoli, non voglio opporre la mia persona come ostacolo al loro libero sviluppo.
Riconosco in anticipo la decisione che l'Austria tedesca sta prendendo sulla sua futura forma di governo.
Il popolo ha assunto il governo attraverso i suoi rappresentanti. Rinuncio a qualsiasi partecipazione agli affari di stato.
Allo stesso tempo, rimuovo dall'incarico il mio governo austriaco.
Possa il popolo dell'Austria tedesca creare e consolidare il nuovo ordine nell'unità e nella riconciliazione. La felicità dei miei popoli è stata fin dall'inizio l'obiettivo dei miei più calorosi auguri.
Solo la pace interiore può sanare le ferite di questa guerra.»
(Proclama di Carlo I d'Austria)
Il rifiuto di Carlo di abdicare era in definitiva irrilevante. Il giorno dopo aver annunciato il suo ritiro dalla politica austriaca, il Consiglio nazionale austro-tedesco proclamò la Repubblica dell'Austria tedesca. Károlyi seguì lo stesso esempio il 16 novembre, proclamando la Repubblica Democratica di Ungheria.

## Conseguenze

### Stati successori

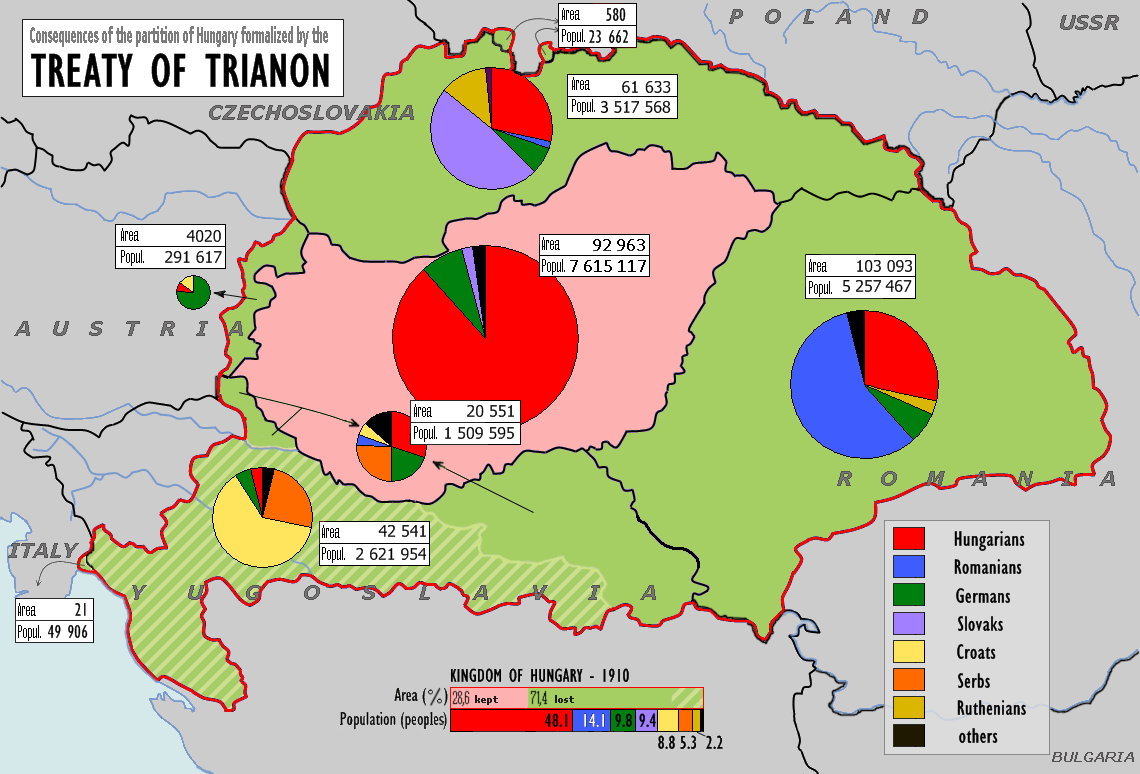
Il trattato del Trianon: il Regno d'Ungheria perse il 72% del suo territorio e 3,3 milioni di persone di etnia ungherese

Vi furono due Stati successori legali dell'ex monarchia austro-ungarica:
- L'Austria tedesca (che poi divenne la Prima Repubblica austriaca)
- La Repubblica Democratica di Ungheria (che dopo poche altre entità intermediarie di breve durata divenne il Regno d'Ungheria)

Il trattato di Saint-Germain-en-Laye (l'accordo tra i vincitori della prima guerra mondiale e l'Austria) e il trattato del Trianon (l'accordo tra i vincitori e l'Ungheria) regolarono i nuovi confini dell'Austria e dell'Ungheria, riducendoli a piccoli Stati in termini di dimensione territoriale e senza sbocco sul mare. Per quanto concerneva le aree senza una maggioranza nazionale decisiva, le potenze dell'Intesa si pronunciarono in ogni caso a favore degli stati-nazione indipendenti di nuova emancipazione, consentendo ad essi di rivendicare vasti territori contenenti considerevoli popolazioni di lingua tedesca e ungherese.
Le decisioni contenute nei trattati ebbero immensi effetti politici ed economici. La crescita economica precedentemente rapida dei territori imperiali si fermò inizialmente perché i nuovi confini divennero le principali barriere economiche. Molte industrie ed elementi infrastrutturali affermati erano destinati a soddisfare le esigenze di un vasto stato. Di conseguenza, i paesi emergenti furono spesso costretti a notevoli sacrifici per trasformare le loro economie. A causa di queste difficoltà economiche seguì un forte disagio politico nelle regioni colpite, alimentando in alcuni casi movimenti estremisti.

#### Austria
La Repubblica d'Austria perse circa il 60% del territorio del vecchio Impero austriaco. Dovette anche abbandonare i suoi piani per l'unione con la Germania, poiché non era permessa senza l'approvazione della Società delle Nazioni.
Il nuovo stato austriaco era, almeno sulla carta, più instabile dell'Ungheria. A differenza del suo ex partner ungherese, l'Austria non era mai stata una nazione in alcun senso reale. Sebbene lo stato austriaco esistesse in una forma o nell'altra da 700 anni, era unito solo dalla lealtà agli Asburgo. Con la perdita del 60% del territorio prebellico dell'Impero austriaco, Vienna fu da allora una sontuosa e sovradimensionata capitale imperiale priva di un impero che la sostenesse, venendo così sarcasticamente chiamata "idrocefalo nazionale" (in tedesco Wasserkopf).
Tuttavia, dopo un breve periodo di sconvolgimenti e la preclusione dell'unione con la Germania da parte degli Alleati, l'Austria si affermò come repubblica federale fino al temporaneo Anschluss con la Germania nazista.

#### Ungheria
Al confronto, l'Ungheria era una nazione e uno stato da oltre 900 anni. L'Ungheria, tuttavia, era stata gravemente sconvolta dalla perdita del 72% del suo territorio, del 64% della sua popolazione e della maggior parte delle sue risorse naturali. La Repubblica Democratica di Ungheria ebbe vita breve e fu temporaneamente sostituita dalla Repubblica Sovietica Ungherese di stampo comunista. Le truppe romene cacciarono Béla Kun e il suo governo comunista durante la guerra romeno-ungherese del 1919.
Nell'estate del 1919 un Asburgo, l'arciduca Giuseppe Augusto, divenne reggente, ma fu costretto a dimettersi dopo solo due settimane, quando divenne evidente che gli Alleati non lo avrebbero riconosciuto. Infine, nel marzo 1920, i poteri reali furono affidati a un reggente, Miklós Horthy, che era stato l'ultimo ammiraglio comandante della Marina austro-ungarica e aveva contribuito a organizzare le forze controrivoluzionarie. Fu questo governo che firmò il Trattato del Trianon, pur in segno di protesta, il 4 giugno 1920 al Grand Trianon Palace a Versailles, in Francia. Il Regno d'Ungheria restaurato perse circa il 72% del territorio prebellico del Regno d'Ungheria austro-ungarico.

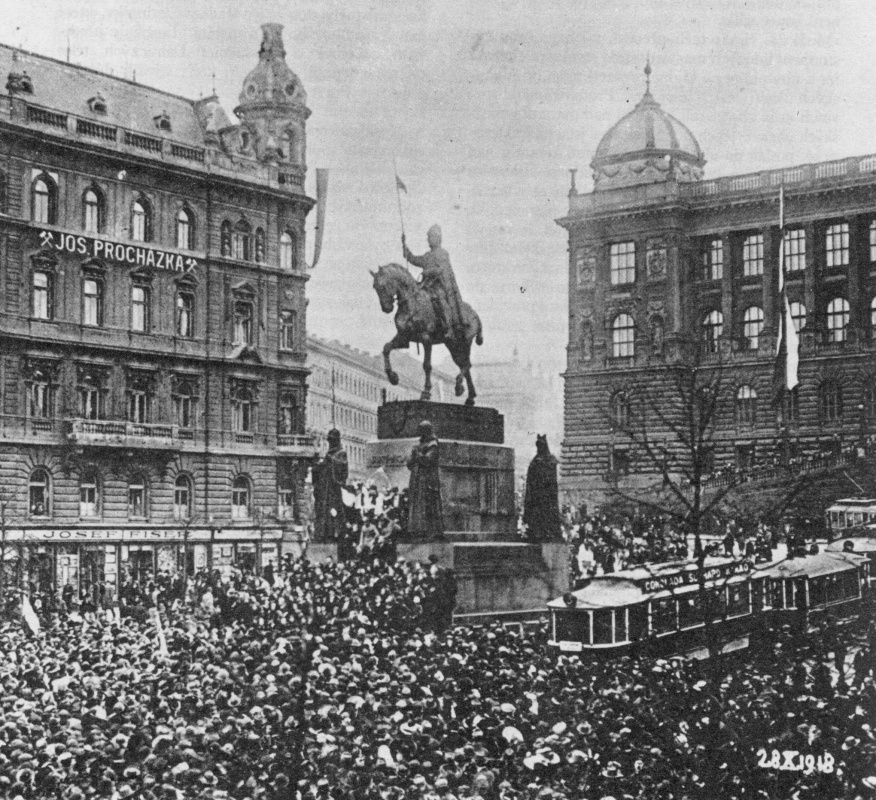
Manifestazione di indipendenza cecoslovacca a Praga in piazza Venceslao, 28 ottobre 1918

### Esilio asburgico
L'Austria approvò la "Legge Asburgo", che detronizzava gli Asburgo, esiliandoli dal territorio austriaco. Mentre a Carlo era stato vietato di tornare nuovamente in Austria, gli altri Asburgo sarebbero potuti tornare se avessero rinunciato a tutte le pretese del trono ormai defunto.
A marzo e ancora nell'ottobre 1921, i tentativi mal preparati di Carlo di riconquistare il trono a Budapest fallirono. Horthy inizialmente vacillante, dopo aver ricevuto minacce di intervento da parte delle potenze alleate e dalla Piccola Intesa, rifiutò la sua collaborazione. Poco dopo, il governo ungherese annullò la Prammatica Sanzione, detronizzando di fatto gli Asburgo. Successivamente, gli inglesi assunsero la custodia di Carlo e lo trasferirono con la sua famiglia nell'isola portoghese di Madera, dove morì l'anno successivo.

### Eredità territoriale

#### Subito dopo la prima guerra mondiale
I seguenti stati furono creati, ristabiliti o ampliati in seguito allo scioglimento dell'ex monarchia austro-ungarica:
- L'Austria tedesca (che divenne la Prima Repubblica austriaca)
- La Prima Repubblica Ungherese, che divenne la Repubblica Sovietica Ungherese, in seguito restaurata brevemente e sostituita dalla Repubblica Ungherese, infine trasformata nel Regno d'Ungheria
- La Prima Repubblica cecoslovacca ("Cecoslovacchia" dal 1920 al 1938)
- La Seconda Repubblica di Polonia, contesa dai proto-stati di breve durata della Repubblica di Tarnobrzeg e della Repubblica Socialista Sovietica Polacca
- Lo Stato degli Sloveni, Croati e Serbi e il Regno di Serbia, entrambi successivamente assorbiti dal Regno dei Serbi, Croati e Sloveni
- La Grande Romania
- Il Regno d'Italia
- I proto-stati ruteni (ucraini e rusyn) di breve durata della Repubblica Popolare dell'Ucraina Occidentale (poi assorbita in Repubblica Popolare Ucraina), Repubblica huzula, Repubblica di Lemko, Repubblica di Komancza e Repubblica Socialista Sovietica di Galizia; tutte furono infine assorbite principalmente dalla Polonia, ma anche dall'Ungheria, dalla Cecoslovacchia e dalla Romania

Il Principato del Liechtenstein, che in precedenza aveva cercato la protezione di Vienna e la cui casa regnante deteneva considerevoli proprietà immobiliari in Cisleitania, formò un'unione doganale e di difesa con la Svizzera e adottò la valuta svizzera invece di quella austriaca. Nell'aprile 1919 il Vorarlberg, la provincia più occidentale dell'Austria, votò a larga maggioranza per unirsi alla Svizzera; tuttavia, sia gli svizzeri che gli Alleati ignorarono il risultato referendario.
|  | Confine dell'Austria-Ungheria nel 1914 Confini nel 1914 Confini nel 1920 Impero austriaco nel 1914 Regno di Ungheria nel 1914 Bosnia ed Erzegovina nel 1914 |

#### Presente
I seguenti stati e parti degli stati odierni erano entro i confini dell'Austria-Ungheria quando l'impero fu sciolto:
Impero austriaco (Cisleitania):
- Austria (eccetto il Burgenland)
- Repubblica Ceca (tranne la zona di Hlučínsko)
- Slovenia (tranne il Prekmurje)
- Italia (Trentino, Alto Adige, parti della provincia di Belluno e piccole porzioni del Friuli-Venezia Giulia)
- Croazia (Dalmazia, Istria)
- Polonia (voivodati della Piccola Polonia, Precarpazia, parte più meridionale della Slesia (Bielsko e Cieszyn)
- Ucraina (Oblast' di Leopoli, Ivano-Frankivsk, Ternopil' (tranne il suo angolo settentrionale) e la maggior parte dell'oblast' di Černivci)
- Romania (distretto di Suceava)
- Montenegro (baia delle Bocche di Cattaro, la costa e l'immediato entroterra intorno alle città di Budva, Petrovac e Sutomore)

Regno d'Ungheria (Transleithania):
- Ungheria
- Slovacchia
- Austria (Burgenland)
- Slovenia (Prekmurje)
- Croazia (Baranja croata e contea di Međimurje, Fiume come corpus separatum insieme alla Slavonia e alla Croazia centrale non facevano parte dell'Ungheria vera e propria, le ultime due facevano parte del Regno sovrano di Croazia-Slavonia)
- Ucraina (oblast' della Transcarpazia)
- Romania (regione della Transilvania, Partium e parti del Banato, Crișana e Maramureș)
- Serbia (provincia autonoma della Vojvodina e regione settentrionale di Belgrado)
- Polonia (parti polacche di Orava e Spiš)

Condominio austro-ungarico
- Bosnia ed Erzegovina (i villaggi di Zavalje, Mali Skočaj e Veliki Skočaj compresa l'area immediatamente circostante a ovest della città di Bihać)
- Montenegro (Sutorina - parte occidentale del comune di Castelnuovo tra gli attuali confini con la Croazia (sud-ovest) e la Bosnia ed Erzegovina (nord-ovest), costa adriatica (est) e il comune di Igalo (nord-est))
- Regione del Sangiaccato, sotto occupazione austro-ungarica nel 1878 fino al ritiro nel 1908, anche se formalmente faceva parte dell'Impero ottomano
- L'Impero trattava la Bosnia-Erzegovina più o meno allo stesso modo in cui le altre potenze trattavano le loro colonie d'oltremare[35]

Altri possedimenti della monarchia austro-ungarica
- L'Impero decise di non tenere alcuna colonia d'oltremare.[35]
- Il suo unico possedimento al di fuori dell'Europa era la sua piccola concessione all'interno della città di Tientsin, in Cina. Era stata concessa in cambio del sostegno all'Alleanza delle otto nazioni nel reprimere la ribellione dei Boxer. Tuttavia, sebbene la zona fosse stata un possedimento austro-ungarico solamente per 16 anni, gli austro-ungarici lasciarono un segno ancora tangibile da un punto di vista architettonico in quella zona della città.

In un periodo antecedente al 1867 alcune altre province europee avevano fatto parte della monarchia asburgica. Esempi di spicco sono le regioni italiane di Lombardia e Veneto, la Slesia in Polonia, gran parte del Belgio e della Serbia e parti della Svizzera settentrionale e della Germania sud-occidentale.